# رابرت اچ دیک
 رابرت اچ دیک (انگلیسی: Robert H. Dicke؛ زاده ۶ مهٔ ۱۹۱۶ درگذشته ۴ مارس ۱۹۹۷) یک فیزیک‌دان و کیهان‌شناس اهل ایالات متحده آمریکا بود.